# Бирюлёво Восточное
Бирюлёво Восточное — район в Москве, расположенный в Южном административном округе, и одноимённое внутригородское муниципальное образование. Около половины территории занимает уникальный дендропарк.
Район образован 5 июля 1995 года, ранее на его месте находился рабочий посёлок Бирюлёво, включённый в состав Москвы в 1960 году.

## Территория и границы

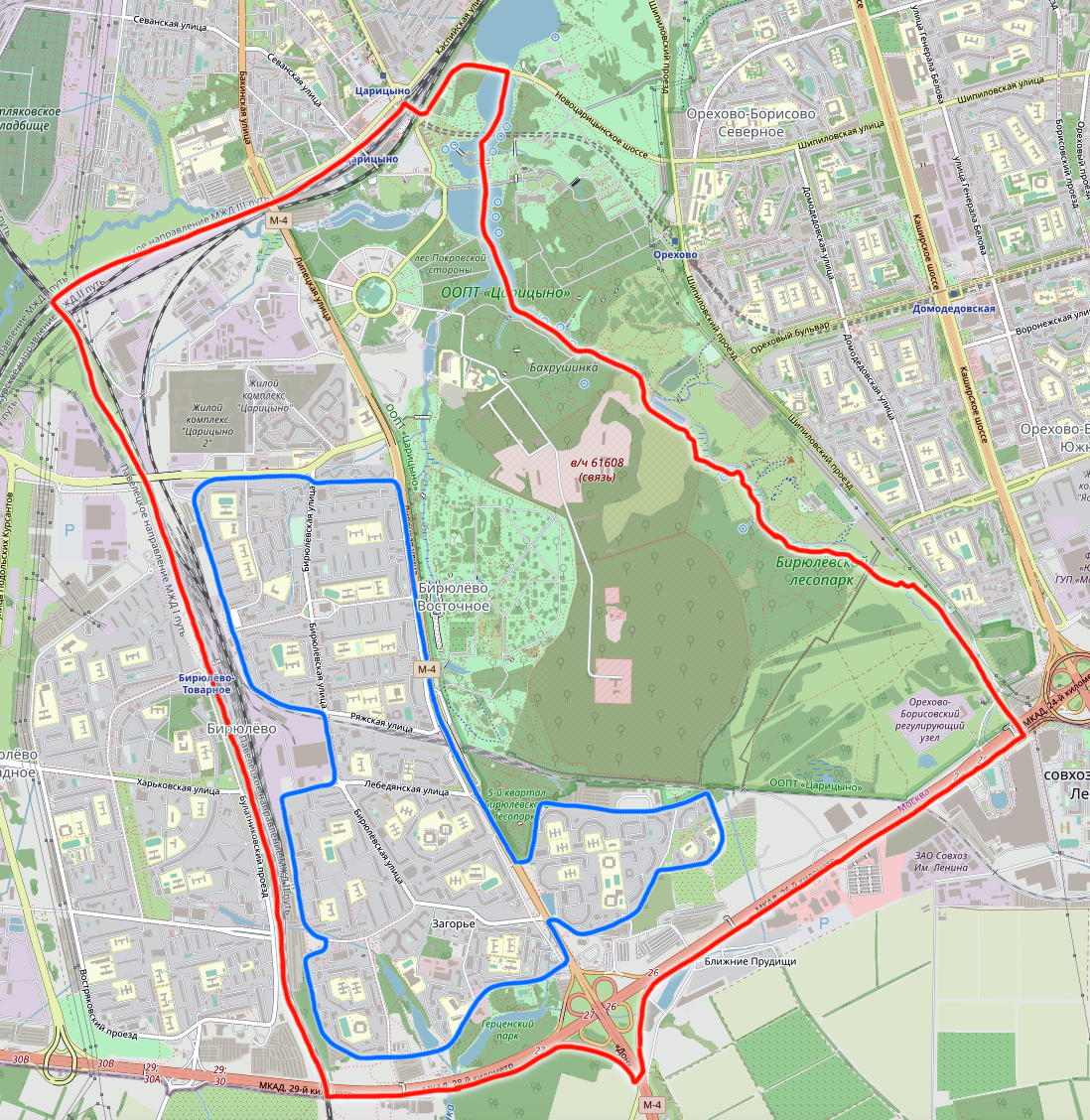
План-схема района с OpenStreetMap
Границы после реформы 1991 года
Современные границы района

Согласно закону «О территориальном делении города Москвы» граница района Бирюлёво Восточное проходит по городской черте Москвы, включая все транспортные развязки, далее по осям Павелецкого и Курского направлений Московской железной дороги, по улицам Лисичанская и Тюрина, западным границам территорий Царицынского парка, дендропарка и Бирюлёвского лесопарка до МКАД.
На западе граничит с районом Бирюлёво Западное, на востоке — с районами Орехово-Борисово Южное и Орехово-Борисово Северное, на севере — с районом Царицыно, на юге — с Ленинским районом Московской области.
Район стоит на склоне Теплостанской возвышенности. По данным Мосгорстата его площадь — 1446,2 га, что приблизительно 1,337 % от площади Москвы.
Общая протяжённость всех дорог района составляет 65,1 км. Основная магистраль — Липецкая улица.

## Гидрография
По территории района протекают реки Черепишка, Язвенка и частично Городня.
Также на территории района находится ряд прудов: Бирюлёвские пруды бассейна реки Городни (Верхний, Нижний), пруды Бирюлёвского ручья (Верхний, Нижний, Круглый и Шоколадка), а также Царицынские пруды (Верхний и Средний).

## Герб и флаг

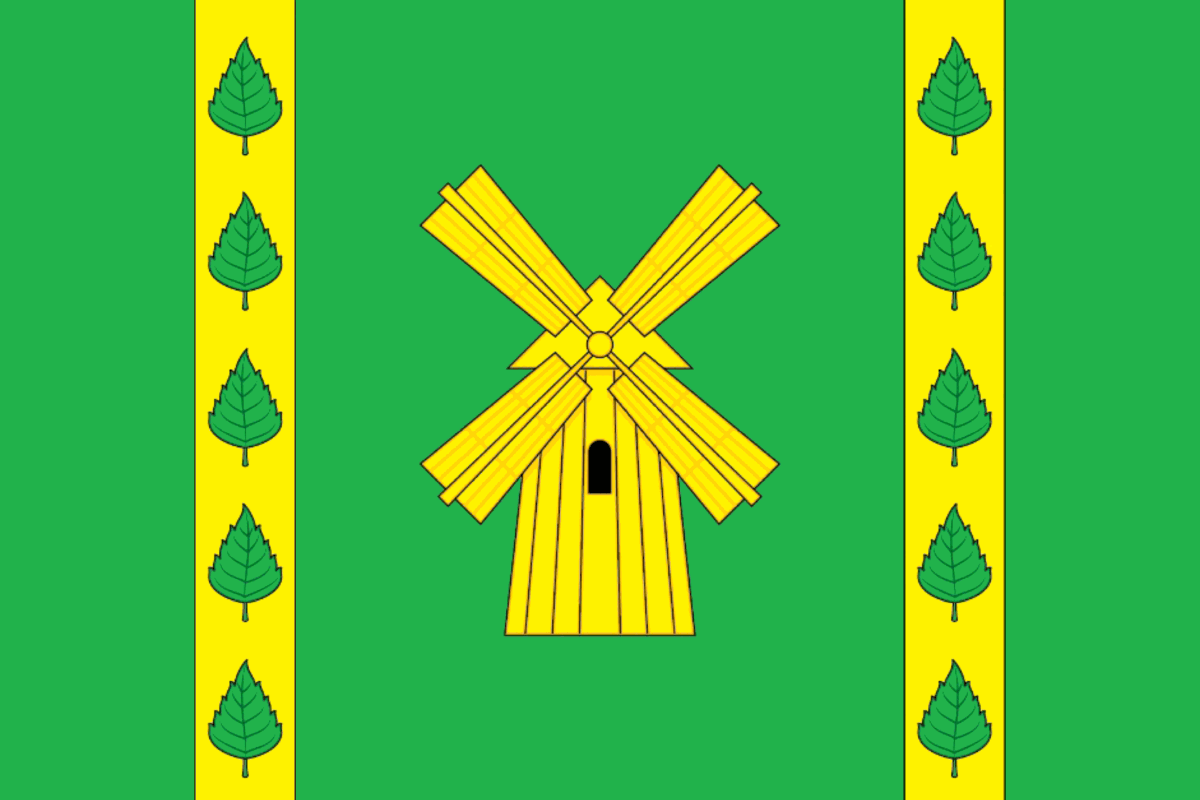
Флаг района Бирюлёво Восточное

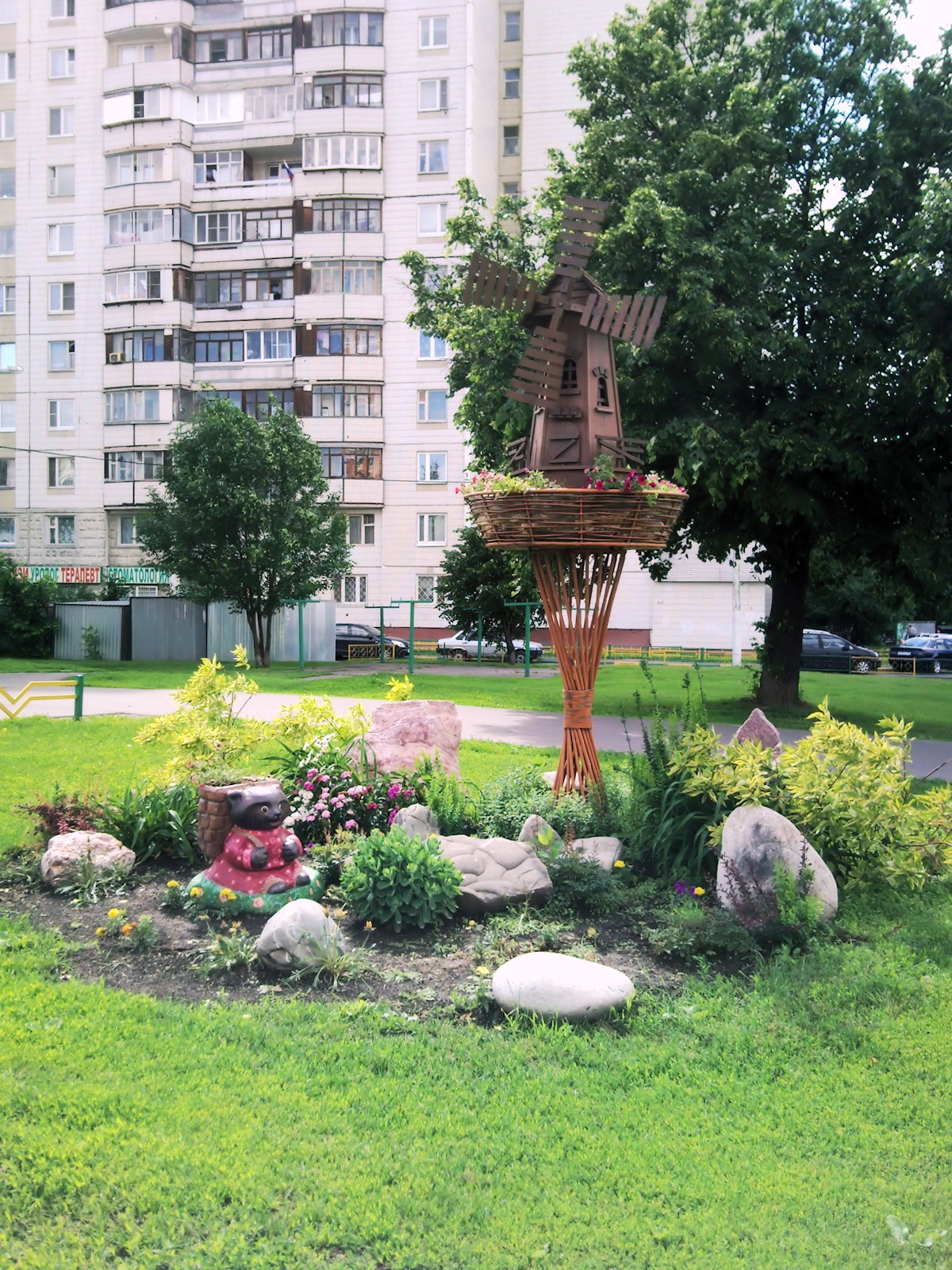
Декоративная мельница на пересечении Бирюлёвской и Элеваторной улиц (2010)

Герб и флаг района утверждены решением Муниципального собрания № МБЗ-14-45/4 от 24 февраля 2004 года.
Герб района представляет собой зелёный щит московской формы, в центре которого расположена золотая мельница, сопровождаемая с двух сторон золотыми узкими столбами, каждый из которых украшен пятью зелёными листьями, расположенными вертикально. Мельница указывает на главную особенность района — некогда крупнейший в городе Московский комбинат хлебопродуктов. Листья и зелёное поле указывают на единственный в Москве самостоятельный дендропарк. Столбы характеризуют планировку дендропарка в качестве регулярной.
Описание флага:
Флаг представляет собой двустороннее, прямоугольное полотнище с соотношением сторон 2:3. Полотнище состоит из пяти вертикальных полос: зелёной, жёлтой, зелёной, жёлтой, зелёной. Ширина центральной полосы составляет 1/2 длины полотнища. Ширина каждой из жёлтых полос составляет 1/12 длины полотнища. Ширина каждой из боковых зелёных полос составляет 1/6 длины полотнища. В центре полотнища помещено изображение жёлтой ветряной мельницы. Габаритные размеры изображения составляют 1/3 длины и 5/8 ширины полотнища. На жёлтых полосах, параллельно древку, помещено изображение пяти зелёных листьев. Габаритные размеры изображения листа составляют 1/24 длины и 3/20 ширины полотнища. Расстояние между центрами изображений листьев составляют 3/20 ширины полотнища.

## Происхождение названия
Районы Бирюлёво Западное и Бирюлёво Восточное получили названия от находившегося на их нынешней территории рабочего посёлка Бирюлёво, возникшего в 1900 году в связи со строительством Павелецкой железной дороги и получившего название от одноимённой железнодорожной станции. Железнодорожная станция, в свою очередь, была названа по деревне Бирюлёво, располагавшейся в четырёх верстах от неё (на территории современных районов Чертаново Центральное и Чертаново Южное). Последняя известна с XVII века под названием деревня Бирилёво, которой владел род служилых людей Бирилёвых. По мнению географа Е. М. Поспелова, название связано с некалендарным личным именем Бирюля. Имена Бирюля и Бириль и разные варианты производных от них фамилии известны в документах XV—XVII веков (Еска Бирюлёв, крестьянин, около 1450; Васко Бириль, крестьянин Вышгородского погоста, 1539; пан Самуэль Немирович Бируля, землевладелец, 1637; Филимон Бирюлин, вяземский посадский, 1680).

## История

### Деревня Бирюлёво

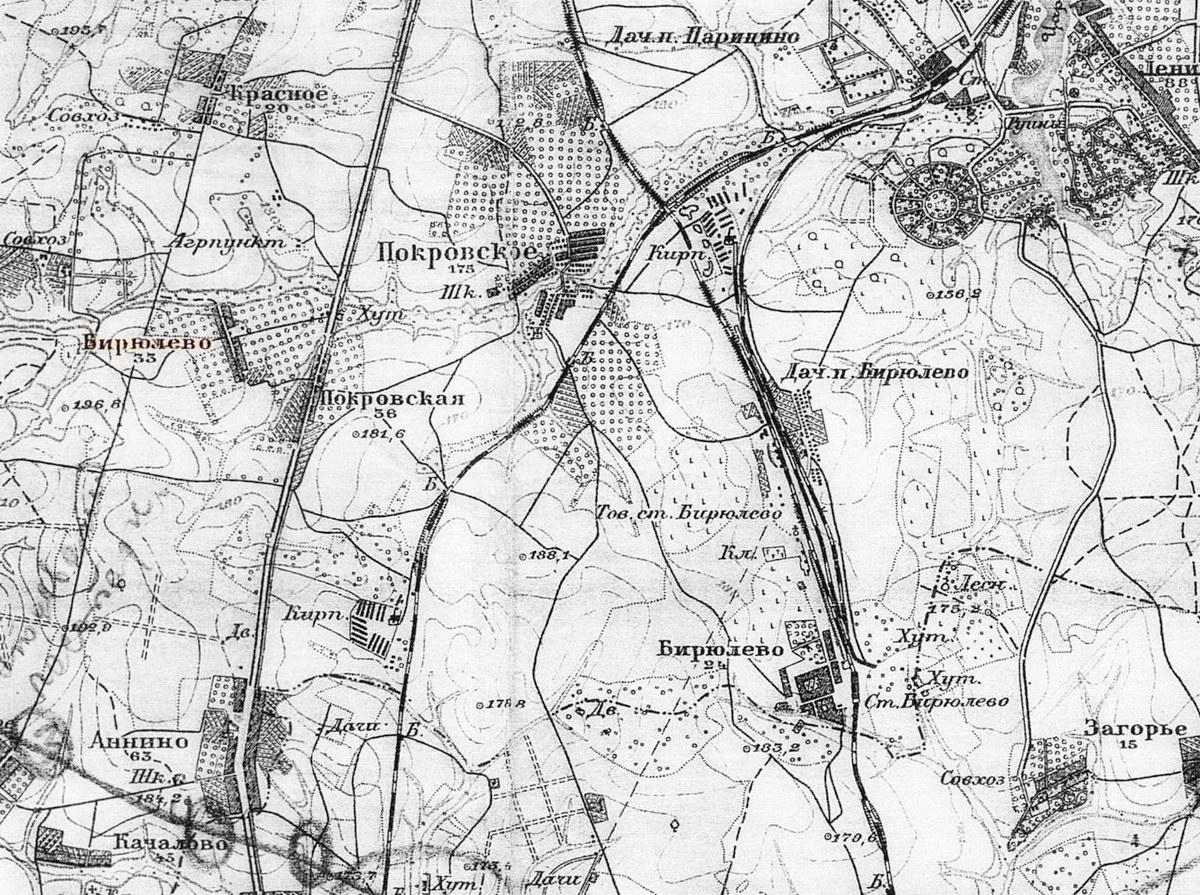
Деревня Бирюлёво и посёлок Бирюлёво на карте 1930 года

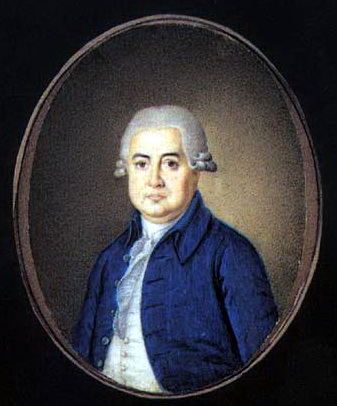
П. А. Татищев — владелец бирюлёвского имения в XVIII веке

На территории района ранее находился посёлок, основанный в 1900 году, названный так по сельцу (деревне) Бирюлёво, находившему в 4 километрах западнее. Сама же деревня находилась на территории современных районов Чертаново Центральное и Чертаново Южное. В некоторых источниках её часто путают с посёлком Бирюлёво, ошибочно утверждая, что с неё в 1971 году началась массовая застройка районов Бирюлёво Восточное и Бирюлёво Западное.
Деревня располагалась на месте современного Кировоградского проезда, на берегах реки Городня. Предположительно, первыми владельцами были Бирилевы и Рославлевы, которые видимо и дали ей своё имя, так в писцовых книгах селение описывается как «Бирилево, Рослово тож, на речке Сухой Гороженке, по левую сторону Болшие Серпуховские дороги». Согласно некоторым источникам деревня существовала ещё с XV века.
Первое документальное упоминание деревни относится к XVII веку, тогда её владельцами были Плещеевы. По писцовой книге 1627 года деревня Бирилёво находилась в поместье за Иваном Васильевичем Плещеевым, которому досталась после отца и дяди. В то время она состояла из двора помещика и одного двора бобылей.
Деревня упоминается в межевых документах XVIII века как Бирюлёво. В 1709 году сельцом владели двоюродные братья, стольники Алексей Львович и Иван Никифорович Плещеевы. Здесь же находился крестьянский двор с 5 душами, принадлежавший Алексею Львовичу, и два крестьянских двора с 6 душами, принадлежавших Ивану Никифоровичу.
По данным Генерального межевания, в середине XVIII века деревня Бирюлёво принадлежала секунд-майору лейб-гвардии Петру Алексеевичу Татищеву и поручику Александру Алексеевичу Плещееву, а впоследствии П. А. Татищев стал её полным владельцем.
В 1815 году деревню выкупил князь Николай Петрович Оболенский. Тогда здесь проживали 36 мужчин и 37 женщин. Согласно данным 1884 года, в деревне находились летняя дача владельца и 18 дворов со 108 жителями, на местной почтовой станции числились 2 трактира и 5 дворов с 30 жителями.
В 1899 году в деревне проживали 149 человек из 25 хозяйств. Последними владельцами усадьбы в Бирюлёво были инженер-капитан Иван Александрович Ромейко с 1890 года, а также действительный статский советник Донат Адамович Печонтковский с 1899 года.

### Посёлок Бирюлёво

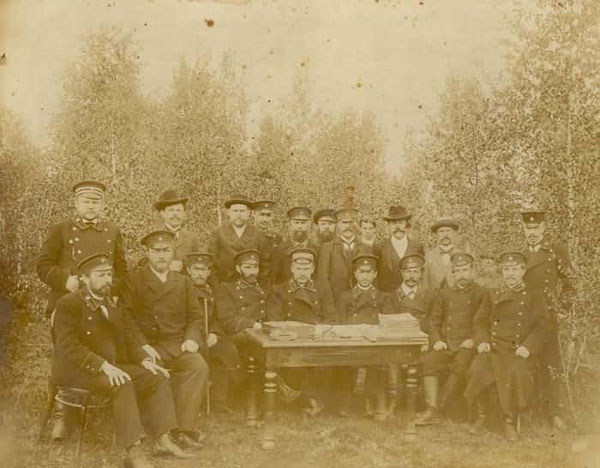
Служащие станции Бирюлёво (1900 год)

В 1900 году в 4 км от деревни, вблизи станции «Загорье» (позже платформа Бирюлёво-Пассажирская) образовался посёлок Бирюлёво.
Он занимал очень выгодное положение: возвышенная местность, лес, наличие водных ресурсов. До Октябрьской революции здесь насчитывалось 11 жилых домов, несколько казарм и множество бараков для рабочих, обслуживавших железную дорогу, и членов их семей. В посёлке находились железнодорожное училище, чайная лавка, трактир, а также кладбище с часовней (на месте нынешней Церкви Николая Чудотворца).
К 1923 году население посёлка достигло 1700 человек, а к 1926 году выросло до 2000. 21 мая 1928 года постановлением Президиума ВЦИК Бирюлёво присвоен статус рабочего посёлка. Вскоре на станции Бирюлёво-Товарная открылось паровозное ремонтное и вагонное депо, а в 1936 году построена пассажирская платформа.
В переписи 1926 года селение отмечено как посёлок городского типа.
О росте посёлка в газете «Ленинский путь» за 1938 год отмечалось:
Начата прокладка ж/д ветки от Бирюлёво на коксогазовый завод (г. Видное)… построен новый магазин, лавка, почтовое отделение… За годы Советской власти вырос новый рабочий поселок. За прошлый год построено 300 новых домов, средняя школа, амбулатория, 3 магазина, дома для рабочих фабрики имени Калинина, для работников фабрики Орджоникидзе, 2-х этажный дом для учителей, два 2-х этажных дома для работников узла и трудящихся поселка, водопровод…
В 1939 году в Бирюлёво проживало уже 12 тысяч жителей. В этом же году была построена Бирюлёвская школа № 13, здание которой сохранилось до сих пор и находится по адресу Бирюлёвская улица, д. 34. В следующем году построены водопровод длиной 5 км и пешеходный мост через железную дорогу у станции Бирюлёво-Товарная, в начале 1980 года его заменили подземным туннелем.
Во время Великой Отечественной войны на месте, где сейчас находится универсам «EUROSPAR» (Элеваторная улица, д. 12), стояла вторая зенитная батарея, из которой вели заградительный огонь. На станции один за другим разгружали вагоны с боеприпасами для её обеспечения. Ночью 22 июля 1941 года немецкая авиация атаковала элеватор. Огромный столб пламени от начавшегося пожара вражеские лётчики использовали в качестве ориентира. Тушение проходило в очень сложных условиях и большая часть запасов зерна сгорела.
После войны началась электрификация железной дороги, Бирюлёво продолжало расти, и к 1959 году его население достигло 21,5 тыс. человек.

### Загорье
В южной части района, до включения этой территории в состав Москвы, находилась деревня Загорье, известная ещё с XVII века. В разное время деревней и расположенной в ней усадьбой владели род Племянниковых, советник Коллегии иностранных дел П. П. Курбатов, княгиня М. А. Хованская, А. В. Соймонов — племянник известного композитора А. А. Алябьева, купеческий род Крестовниковых. Представители последних сделали очень многое для деревни: провели телефонную линию, построили шоссе до Царицыно (нынешние Липецкая и 3-я радиальная улицы), церковно-приходскую школу, разбили регулярный и ландшафтные парки, посадили сирень редких сортов, различные виды деревьев, благоустроили пруды и разводили в них рыбу.

### В составе Москвы

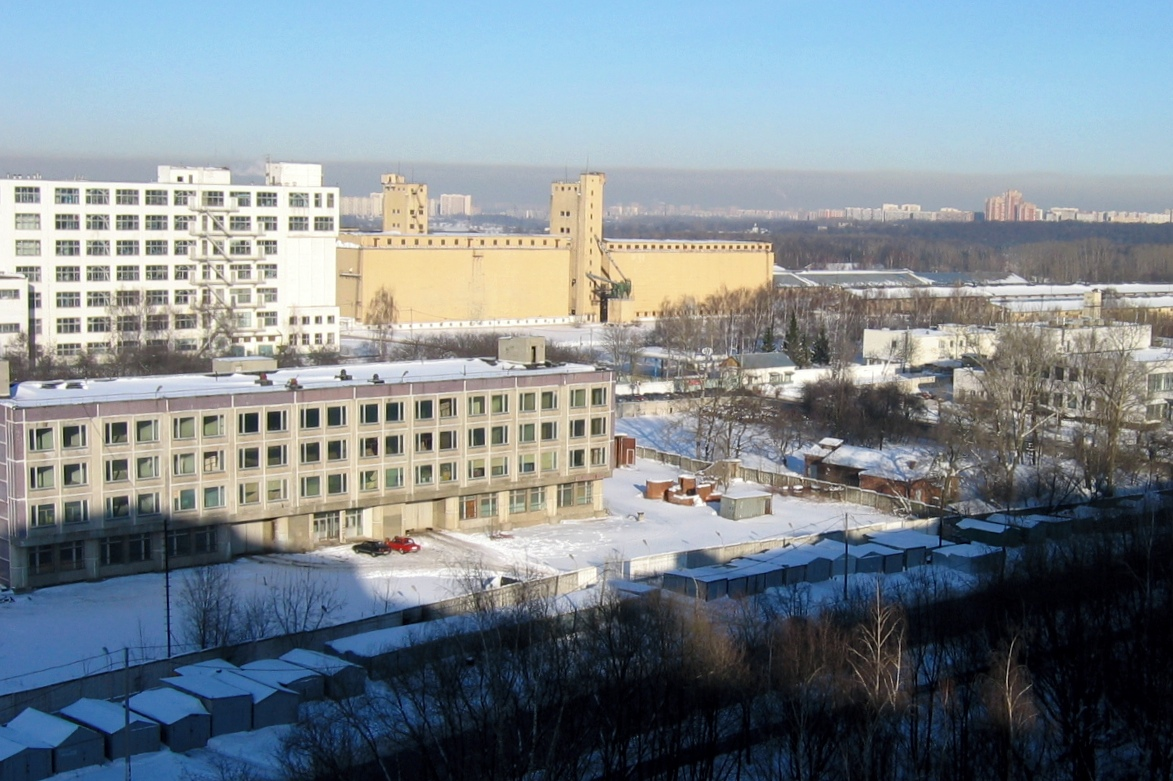
Вид на промышленную зону Бирюлёво Восточного до начала застройки её территории новым микрорайоном «Царицыно» (2005 год)

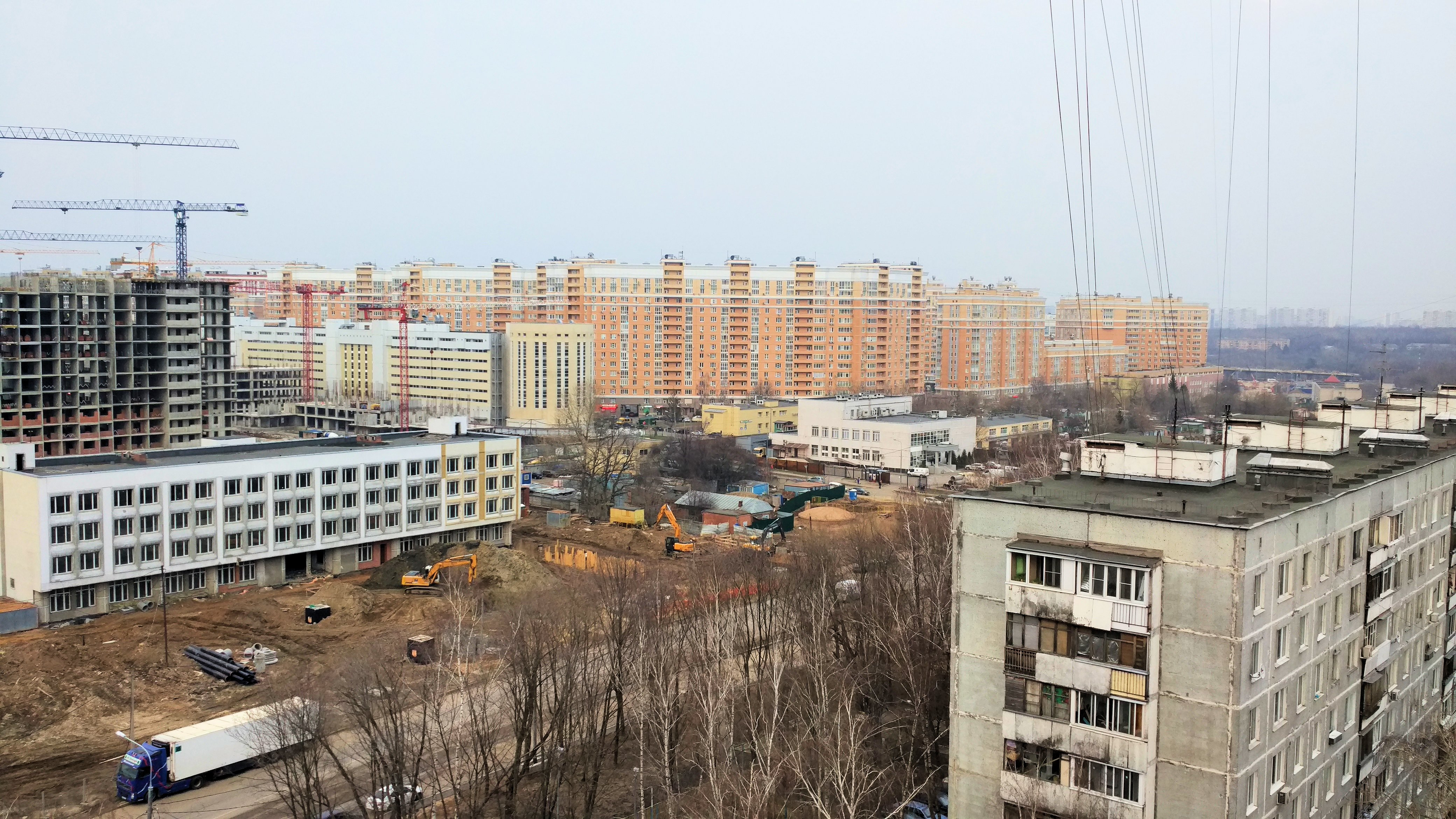
Застройка микрорайона «Царицыно» и строительство участка улично-дорожной сети «Элеваторная ул. — ул. Подольских Курсантов — ул. Красного Маяка» (2016 год)

В 1960 году земли деревни, посёлка и близлежащая территория были включены в черту Москвы, в состав Пролетарского района. В 1969 году на его месте образован Красногвардейский район.
С 1971 года здесь начался снос домов посёлка и массовое строительство многоэтажных жилых домов. Квартиры в новых домах выдавались преимущественно работникам станции и промышленных предприятий. Ввиду расположения на окраине Москвы, транспортной изолированности, неблагоприятной экологической ситуации и специфического состава населения, состоящего из рабочего класса, в советское время район приобрёл плохую репутацию.
Однако с 1990-х годов эта ситуация начала исправляться: здесь открывались многочисленные магазины, строились объекты инфраструктуры, открывались новые школы и детские сады, благоустраивалась территория. Экологическая обстановка постепенно улучшалась и сейчас она не хуже, чем в среднем по южному округу, кроме того благоприятно влияет на неё и обширная лесопарковая зона района.
После административной реформы 1991 года часть территории, где ранее располагался посёлок и территория бывшей деревни Загорье, вошла в состав муниципального округа «Бирюлёво Восточное». 5 июля 1995 года принят закон № 13-47 «О территориальном делении города Москвы», по которому на месте муниципальных округов были созданы районы. В результате, муниципальный округ Бирюлёво Восточное преобразован в одноимённый район, а его территория увеличилась, включив новые домовладения и лесопарковую зону между Загорьевской улицей, Загорьевским проездом и МКАД. 16 июля 1997 года при внесении изменений в закон № 13-47 границы района существенно расширились, присоединив промышленную зону № 28 «Ленино», часть Царицынского парка, Бирюлёвский дендропарк, Бирюлёвский лесопарк и земли, прилегающие к полотну железной дороги Павелецкого направления МЖД.
В 2000 году завершилось строительство развязки Липецкой улицы с МКАД, началось строительство современных жилых домов в микрорайоне 6 «Г» Загорья, открыта новая спортивная школа с крытым бассейном, начал свою работу историко-краеведческий музей «Бирюлёво и его окрестности».
В 2004 году крупнейшее предприятие района — Московский комбинат хлебопродуктов купила компания «Настюша». В 2010 году был утверждён план перевода всех мощностей предприятия на территорию комбината в Сокольниках и застройки микрорайона «Царицыно», который расположится на освобождаемой территории. В том же году началась застройка нового микрорайона «Загорье». В августе 2017 года завершилось строительство эстакады через пути Павелецкого направления МЖД, а 31 августа мэр Москвы открыл движение по этому участку. Новая эстакада связала районы Бирюлёво Восточное и Бирюлёво Западное.

## Население
| 2002     | 2010     | 2012     | 2013     | 2014     | 2015     | 2016     | 2017     | 2018     | 2019     |
| -------- | -------- | -------- | -------- | -------- | -------- | -------- | -------- | -------- | -------- |
| 129 700  | ↗145 100 | ↗145 934 | ↗146 187 | ↗148 764 | ↗149 281 | ↗151 946 | ↗152 450 | ↗154 191 | ↗155 863 |
| 2020     | 2021     | 2023     | 2024     |          |          |          |          |          |          |
| ↗155 937 | ↗156 438 | ↗157 292 | ↘156 160 |          |          |          |          |          |          |

По оценкам Мосгорстата население района на 1 января 2011 года составило 144,7 тыс. человек.
По итогам всероссийской переписи населения 2002 года в Бирюлёво Восточном проживали 129,7 тыс. человек: 62428 (48,1 %) мужчин и 67272 (51,9 %) женщин, что составило 8,14 % населения ЮАО и 1,28 % населения Москвы. По данным всероссийской переписи населения 2010 года в Бирюлёво Восточном проживали 144 246 человек (8,47 % населения ЮАО и 1,25 % населения Москвы). Плотность населения — 9764,8 чел./км². Площадь жилого фонда — 2122,2 тыс. м².

### Национальный состав
По итогам переписи населения 2020 года проживали следующие национальности (национальности менее 0,1 % и другое, см. в сноске к строке «Другие»):
| Национальность | Численность, чел. | Доля     |
| -------------- | ----------------- | -------- |
| Русские        | 114 555           | 73,23 %  |
| Татары         | 894               | 0,57 %   |
| Азербайджанцы  | 894               | 0,57 %   |
| Украинцы       | 854               | 0,55 %   |
| Армяне         | 650               | 0,42 %   |
| Грузины        | 323               | 0,21 %   |
| Узбеки         | 303               | 0,19 %   |
| Киргизы        | 242               | 0,15 %   |
| Таджики        | 216               | 0,14 %   |
| Белорусы       | 216               | 0,14 %   |
| Молдаване      | 182               | 0,12 %   |
| Другие         | 37 109            | 23,71 %  |
| Итого          | 156 438           | 100,00 % |

## Планировка

### Микрорайоны
В состав района входят 4 микрорайона Бирюлёво Восточное (1А, 1Б, 2, 3) и 6 микрорайонов Загорья, а также на территории бывшего комбината хлебопродуктов ведётся строительство нового микрорайона — «Царицыно».
Микрорайоны 2А, 3А, 4, 5, 6, 6Г Загорья расположены в южной части Бирюлёво Восточное. Своё название получили по бывшей подмосковной деревне, вошедшей в состав Москвы. Такое же название носит посёлок «Загорье» и планируемый к строительству ландшафтный заказник «Загорье».

### Улицы района
В районе расположены 35 улиц, среди них основными являются Бирюлёвская, Загорьевская, Липецкая, Элеваторная. Многие улицы Бирюлёва Восточного получили свои названия по местностям, на которых они находятся и по городам, расположенным южнее Москвы.

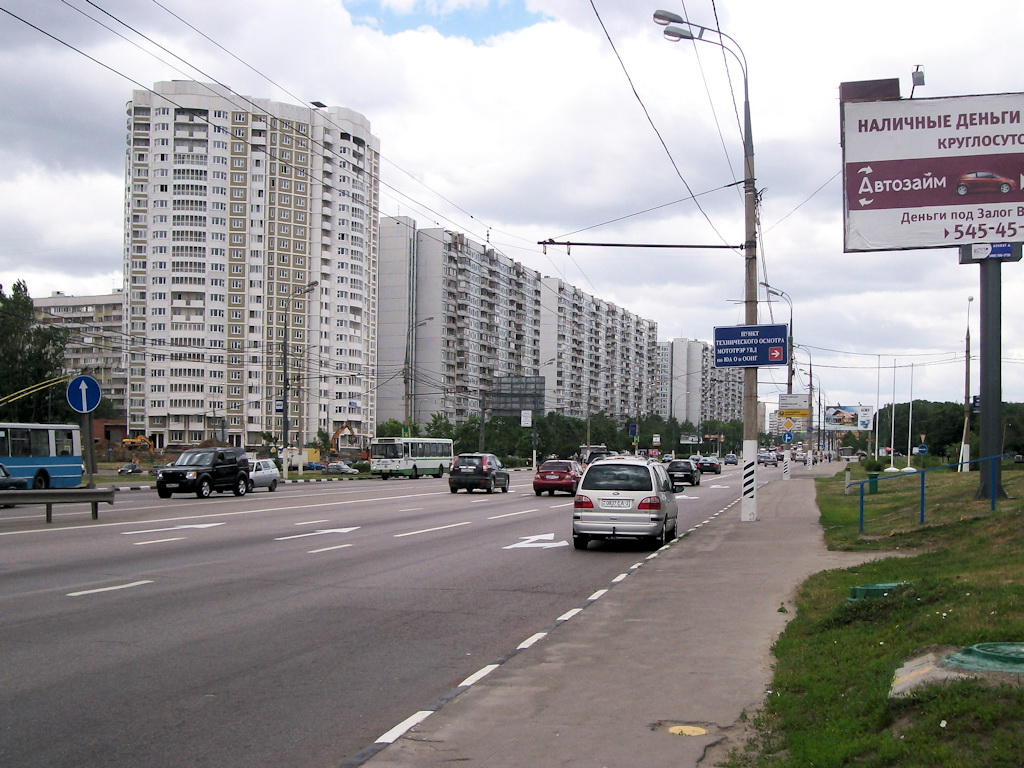
Вид на Липецкую улицу — основную магистраль района

Бирюлёвская улица получила своё название 16 октября 1973 года от бывшего подмосковного посёлка Бирюлёво, на территории которого она расположена. В 1962—1972 годах в посёлке было пять Бирюлёвских улиц, упразднённых после застройки. Северная часть улицы была застроена в начале 1970-х, южная часть, проходящая через микрорайоны Загорья, — в 1980-х годах, преимущественно типовыми жилыми домами серий I-515, II-49, II-68, И-209А, П-44, П-46. На Бирюлёвской улице находятся управа и муниципалитет Бирюлёва Восточного.

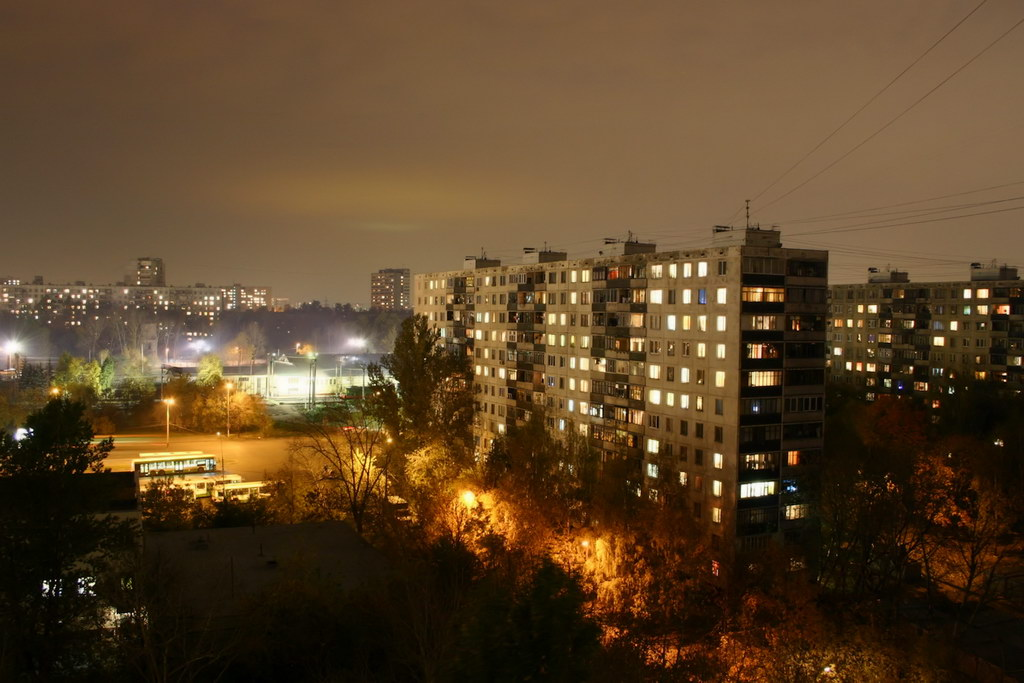
Автобусная станция и дом 19 на Касимовской улице

Загорьевская улица названа 14 марта 1964 года по деревне Загорье, на территории которой она расположена. До переименования называлась Северной. Западная часть улицы была застроена в конце 1970-х — начале 1980-х годов жилыми домами серий П-46, П-47, II-49, восточная часть — в начале 2000-х годов преимущественно жилыми панельными домами серий П-3М-6, ИП-46М и монолитными серии И-155-Б.
Липецкая улица получила название в 1973 году по областному центру Липецк. С 1965 по 1973 годы вблизи станции Бирюлёво-Товарная уже существовала Липецкая улица посёлка Бирюлёво (до 1965 года — Коммунистическая), которую упразднили после застройки. До сооружения в 1987 году эстакады, Липецкая улица была разделена на две части железнодорожной веткой от Бирюлёва до промзоны города Видное. Часть улицы, проходящая через микрорайоны 1А и 1Б Бирюлёва Восточного, застроена во второй половине 1970-х годов, часть улицы, расположенная в микрорайонах 1, 3 и 4 Загорья, — в 1980-х. В 2000 году завершилось строительство развязки и эстакады через МКАД, продолжавшееся на протяжении 20 лет, а в 2001 году улица стала составной частью новой трассы М4 «Дон».
Элеваторная улица была образована в 1965 году путём объединения улицы Мичурина и Ленинского проезда посёлка Бирюлёво. После перепланировки территории эта улица исчезла, а 16 октября 1973 года её название было присвоено соседней Первомайской улице. Находится в центральной части района, разделяет жилую застройку и промышленную зону № 28 «Ленино», большую часть которой занимал Московский комбинат хлебопродуктов, с ним и связано происхождение названия улицы. Ныне на этой территории ведётся строительство нового микрорайона.

## Власть и общественные организации

### Управа района
Управа района является территориальным органом исполнительной власти, подведомственным Правительству Москвы. Координацию и контроль за деятельностью управы осуществляет префект Южного административного округа Алексей Валентинович Челышев.
Расположена по адресу Бирюлёвская улица, д. 48, корп. 2 (55°35′05″ с. ш. 37°39′50″ в. д.). Должность исполняющего обязанности главы управы района занимает Кучерявкин Александр Сергеевич.

### Местное самоуправление
Внутригородское муниципальное образование Бирюлёво Восточное является органом местного самоуправления и осуществляет исполнительно-распорядительные функции, основанные на нормативных правовых актах Российской Федерации, Законах города Москвы от 6 ноября 2002 года № 56 «Об организации местного самоуправления в городе Москве».
Согласно уставу муниципалитета, принятому муниципальным собранием района 26 ноября 2003 года, район поделён на 5 избирательных округов, от каждого из которых избирается 3 депутата сроком на 4 года. Очередные выборы состоялись 4 марта 2012 года, в день выборов Президента РФ. 
Руководитель муниципалитета — Кузина Марина Юрьевна.

### Общественные организации
В Бирюлёве Восточном работают Совет ветеранов войны, вооружённых сил и труда, клуб ветеранов, Всероссийское общество инвалидов, общественная организация «Дети инвалиды „ДОМ“», совет многодетных матерей, а также созданные жителями местные общественные организации содействия развитию гражданского общества «Граждане района» и «Моё Бирюлёво».

## Экономика
На территории района находятся: более 60 продовольственных магазинов (в том числе супермаркеты: «Spar», «Перекрёсток», «Пятёрочка», «Магнит», «Верный» и т. д.), 20 магазинов по реализации промышленных товаров, 15 сетевых заведений общественного питания, 76 предприятий бытового обслуживания населения и 110 объектов мелкорозничной торговли.
Тепло- и электроснабжение предприятий, общественных и жилых зданий осуществляет одна из крупнейших в Москве теплоэлектроцентралей — ТЭЦ-26, а также районная тепловая станция «Бирюлёво».

### Промышленность
В районе расположены свыше 30 предприятий, среди них:
- Мясоперерабатывающий комбинат «БиКом». Мощность комбината составляет 2000 тонн быстрозамороженных и охлаждённых полуфабрикатов в год, ассортимент включает более 180 видов продукции[88].
- Завод детских игрушек «Огонёк». Основан в 1963 году, выпускает более 600 наименований продукции, в том числе куклы Барби и электрифицированные игрушки[89].
- ОАО «Деревообрабатывающий комбинат № 1». Производство дверных и оконных конструкций[90].
- ЗАО «Связь инжиниринг». Производственное предприятие, работающее на рынке телекоммуникационного оборудования[91].

### Жилищное строительство

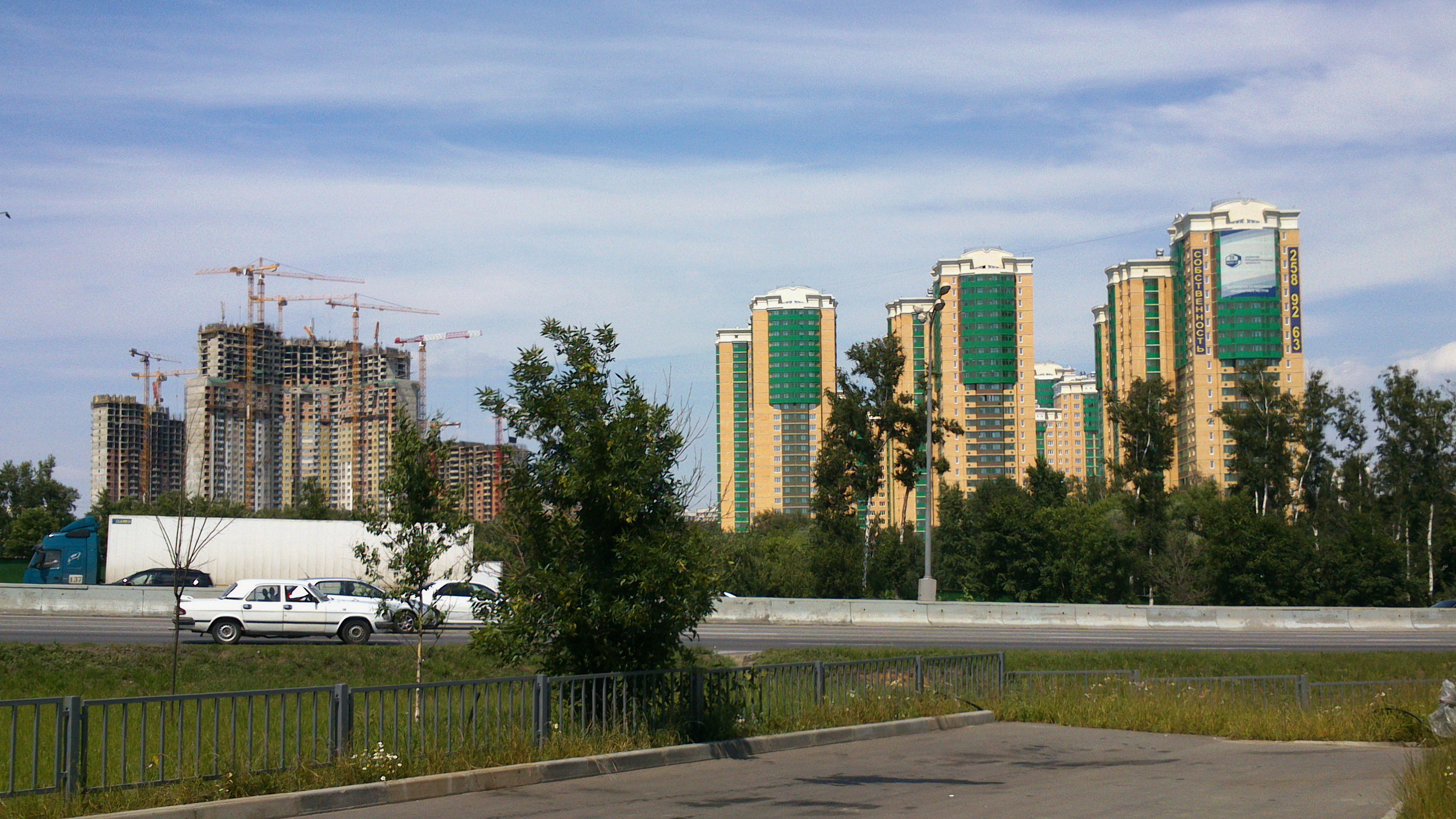
Сданные в эксплуатацию и строящиеся дома в микрорайоне «Загорье» (2012 год)

Бо́льшая часть района была застроена ещё в 1970—1980-х годах, в 2000-е годы строительство жилья велось преимущественно на территории микрорайона 6 «Г» Загорья, входящего в район Бирюлёво Восточное.
В 2003 году были построены и сданы в эксплуатацию 3 корпуса жилых домов, возведённых по адресу Бирюлёвская улица, д. 1.
На 2012 год был запланирован ввод в эксплуатацию всех 15 монолитных домов микрорайона «Царицыно», возводимых компанией «НДВ-Недвижимость» на территории Московского комбината хлебопродуктов (МКХ). Кроме того, на площади около 44 га планировались к строительству паркинг, 2 школы, 4 детских сада, поликлиника, физкультурно-оздоровительный комплекс с бассейном, торгово-развлекательный комплекс и другие объекты инфраструктуры. В первую очередь строительства должны будут возведены 369 600 м² жилой площади и 50 500 м² помещений коммерческого назначения, а вместе со второй очередью строительства в этом микрорайоне планируется возвести 800 тыс. м² жилья. Однако, строительство изначально велось с нарушением сроков, обманутые дольщики начали писать жалобы в суды и выходить на митинги. В ходе прокурорской проверки в 2016 году, были выявлены многочисленные нарушения, а в январе 2017 года возбуждены уголовные дела против руководителей «МКХ» за мошенничество. В апреле 2018 года «Московский комбинат хлебопродуктов» признан банкротом, после чего жилой комплекс передан другому застройщику — АО «Мосотделстрой №1». Срок окончания намечен на 1 квартал 2021 года.
В конце 2011 — начале 2012 годов сданы в эксплуатацию 5 корпусов жилого комплекса «Загорье», расположенные на Ягодной улице. В 2014 году завершено строительство индивидуального высотного жилого комплекса высотой 16-46 этажей, с общей площадью жилья не менее 240 тыс. м². Завершено также и строительство школы на 825 учащихся, двух детских садов на 220 и 125 мест и подземных автостоянок на 6 тыс. машиномест. Индивидуальный высотный жилой комплекс является одним из самых высоких жилых зданий Москвы и по праву стал местной достопримечательностью.

#### Цены на жильё
По данным на июнь 2019 года, средняя стоимость квартиры в районе Бирюлёво Восточное составляет 120 486 руб. за м², что на 31,2 % ниже общемосковского уровня цен. В рейтинге районов Москвы по цене жилья Бирюлёво Восточное и Бирюлёво Западное занимают 85 позицию из 86.
По оценке специалистов в области московской недвижимости, пониженная стоимость квартир в районе обусловлена в значительной мере отсутствием на территории района станций метро, что порождает для его жителей определённые транспортные проблемы. Но, с появлением метро, данное положение может значительно измениться, так как район является одним из самых зелёных в Москве (в него входит часть Царицынского парка, Бирюлёвский дендропарк, Герценский парк и на его территории имеются несколько больших прудов: Верхний Царицынский, Герценский, Верхний Бирюлёвский и Нижний Бирюлёвский).

## Транспорт

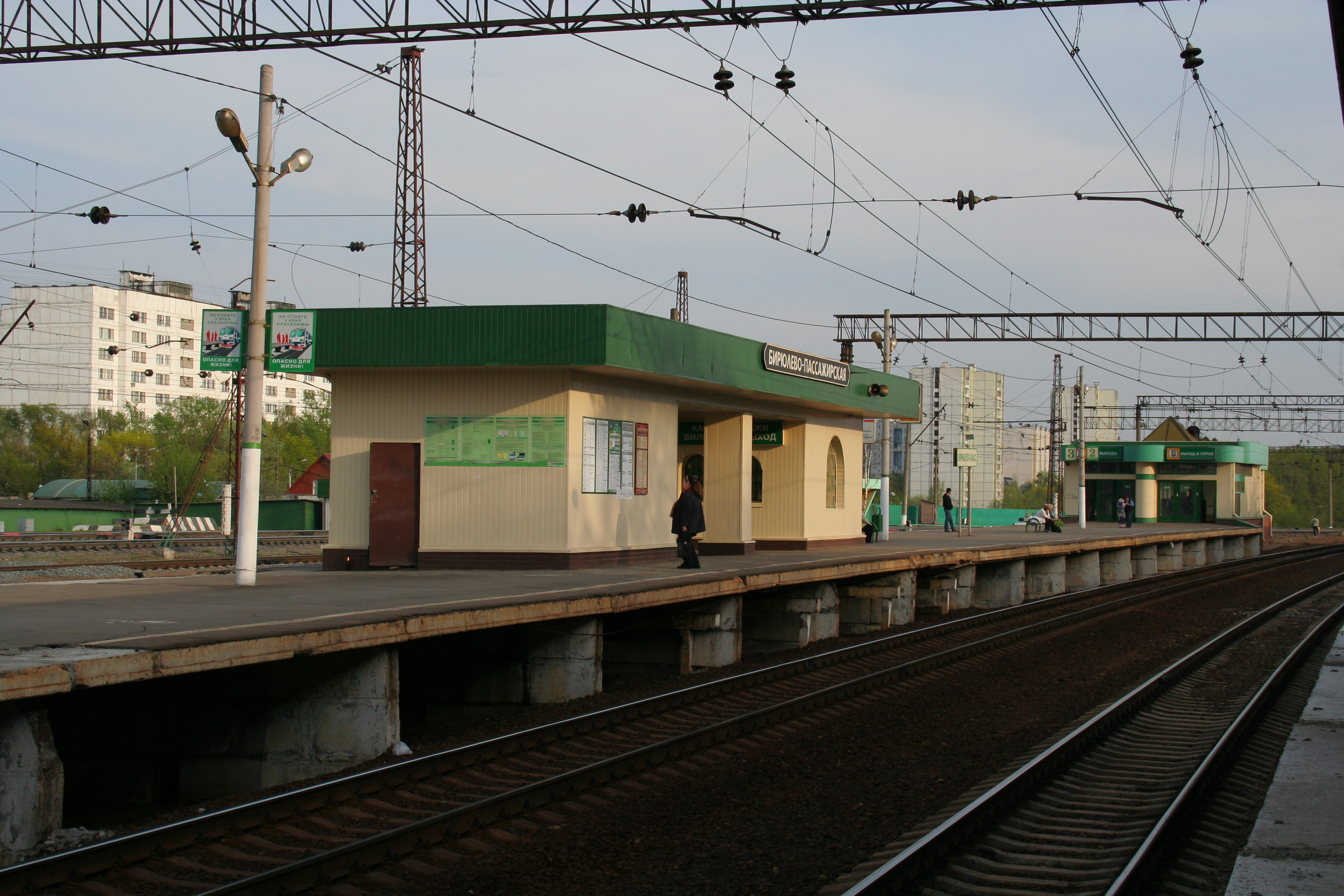
Платформа Бирюлёво-Пассажирская

По территории района проходят автобусные маршруты, работает железнодорожный транспорт. Улично-дорожная сеть достаточно развита, однако выехать в центр города и на МКАД можно лишь через Липецкую улицу, являющуюся составной частью трассы М4, которая берёт на себя не только транспортный поток района, но и юго-востока Подмосковья, что порой снижает её пропускную способность до 85 %.
Транспортная проблема одна из самых острых в районе. Построены новые жилые микрорайоны «Царицыно» и «Загорье», количество жителей увеличится, и вырастет нагрузка на уже перегруженную магистраль. Помимо этого ближайший путь в соседний район Бирюлёво Западное возможен только в объезд по МКАД. Правительство города и депутаты Мосгордумы регулярно обращают внимание на эту проблему и выступают с различными инициативами и проектами, среди которых: строительство дублёра Элеваторной улицы, включающего развязку с Липецкой улицей и туннель под железной дорогой, а также второй туннель в продолжении улицы Подольских курсантов, соединяющие два района Бирюлёва; линия скоростного трамвая от метро «Пражская» до 6-го микрорайона Загорья; велотрасса через Бирюлёвский дендропарк; запуск поезда-челнока между Павелецким вокзалом и платформой Бирюлёво-Пассажирская; расширение Липецкой улицы; строительство метро в районе.
В октябре 2011 года на Липецкой улице открылась выделенная полоса для движения общественного транспорта.

### Железнодорожный транспорт
В Бирюлёво Восточном находятся оборудованные турникетами станция Бирюлёво-Товарная и платформа Бирюлёво-Пассажирская Павелецкого направления МЖД, на которые приходится основной пассажиропоток. Также на территории района находится станция Царицыно Курского направления МЖД, однако из-за расположения вдали от жилой застройки она не пользуется популярностью у жителей Бирюлёво Восточное. В 2008 году среднемесячный пассажиропоток через платформу Бирюлёво-Пассажирская составлял 327580 чел., через станцию Бирюлёво-Товарная 115140 чел., соответственно третье и седьмое места среди станций Павелецкого направления Московского региона.
Время в пути до Павелецкого вокзала составляет около 25-27 минут, проходит через станции метро «Варшавская», «Нагатинская», «Павелецкая». Ввиду отсутствия метро и загруженности Липецкой улицы, железнодорожный транспорт занимает ведущее место.

### Автобусы
По территории района проходят 19 автобусных маршрутов.
Таблица: автобусные маршруты (данные на февраль 2024 года)
| № маршрута     | Проходит через станции метро                                              | Конечный пункт 1                | Конечный пункт 2                                                        |
| -------------- | ------------------------------------------------------------------------- | ------------------------------- | ----------------------------------------------------------------------- |
| м88            | Царицыно                                                                  | Платформа Бирюлёво Пассажирская | м. Царицыно                                                             |
| м89            | Царицыно, Кантемировская                                                  | Загорьевская улица              | м. Кантемировская                                                       |
| 826            | Домодедовская, Орехово                                                    | Платформа Бирюлёво Пассажирская | м. Орехово                                                              |
| е80 (экспресс) | Кантемировская, Каширская, Коломенская Технопарк, Таганская, Марксистская | Загорье                         | м. Таганская (и Кольцевая и Таганско-Краснопресненская линии)           |
| е80к           | Кантемировская, Каширская                                                 | Загорье                         | м. Каширская                                                            |
| с809           | -                                                                         | Станция Бирюлёво Товарная       | Загорьевская улица                                                      |
| с891           | Кантемировская Каширская                                                  | Станция Бирюлёво Товарная       | м. Каширская                                                            |
| м87            | Царицыно                                                                  | Загорьевская улица              | м. Царицыно                                                             |
| м89к           | Царицыно                                                                  | Платформа Бирюлёво Пассажирская | м. Царицыно                                                             |
| 852            | Пражская                                                                  | Загорье                         | Чертаново Центральное                                                   |
| 1020           | Царицыно                                                                  | Ермолино                        | м. Царицыно                                                             |
| 1020к          | Царицыно                                                                  | м. Царицыно                     | Тарычёво (м. Царицыно, едет кругом от метро Царицыно до метро Царицыно) |
| м82            | Шипиловская Красногвардейская                                             | 6-я Радиальная улица            | 14-й микрорайон Орехово-Борисова                                        |
| 1200к          | Царицыно                                                                  | м. Царицыно                     | Улица Курыжова, 1                                                       |
| 489            | до м. Кантемировской                                                      | Станция Расторгуево             | м. Кантемировская                                                       |
| 814            | Царицыно                                                                  | Станция Бирюлёво Товарная       | Тарный проезд (де факто едет кругом до станции Бирюлёво Товарная)       |
| 921            | Царицыно                                                                  | Бирюлёво Западное               | м. Царицыно                                                             |
| с869           | Царицыно                                                                  | Ереванская улица                | Электрический завод                                                     |
| с854           | Орехово                                                                   | 3-я Радиальная улица            | м. Орехово                                                              |
| 852к           | -                                                                         | Улица Подольских Курсантов, 18  | Загорье                                                                 |

### Троллейбусы
В 1970-е—1980-е годы были проложены троллейбусные линии во вновь строившиеся отдалённые районы Москвы, в том числе и в Бирюлёво Восточное. Первый троллейбусный маршрут открыт в районе в 1980 году, а с 1983 года появился и сокращённый маршрут № 11к (в 1990-е годы ходил под № 82). 18 мая 2019 года троллейбусный маршрут 11 был переведён на обслуживание автобусами, получив номер т11. 16 марта 2020 года маршрут 11к преобразован в автобусный т11к. Отменён 15 августа 2020 года.

## Социальная сфера

### Здравоохранение
В районе работают две поликлиники: № 119 (Ряжская ул., д. 13) и № 192 (Лебедянская ул., д. 10), располагающая травмпунктом, а также две детские поликлиники № 40 (Бирюлёвская ул., д. 25) и № 116 (Михневская ул., д. 21),подстанция № 29 Станции скорой и неотложной медицинской помощи им. А. С. Пучкова (Элеваторная ул., д. 9) и Центр медицинской и социальной реабилитации инвалидов с тяжёлыми формами ДЦП (3-я Радиальная ул., д. 6).

### Спорт

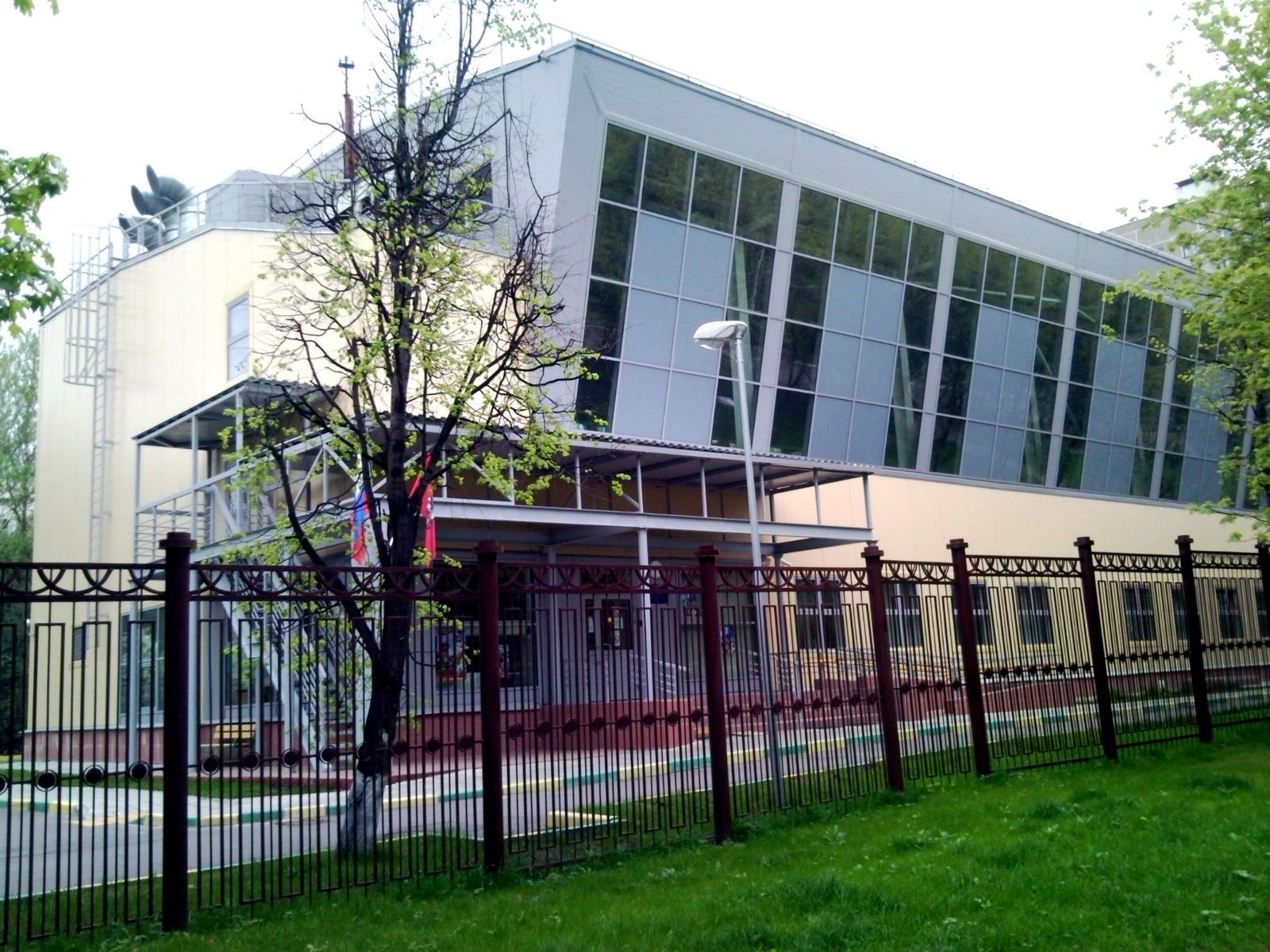
Физкультурно-оздоровительный комплекс на Донбасской улице

В Бирюлёве Восточном функционируют 2 физкультурно-оздоровительных комплекса (ФОК): ФОК «Южный» (Лебедянская ул., д. 18), располагающий универсальным залом 42×24 м, тренажёрным залом и залом для борьбы, а также ФОК на Донбасской ул., д. 9, построенный для ДЮСШОР № 46. В комплексе имеется тренажёрный зал, зал для игры в мини-футбол, баскетбол, стритбол, проводятся соревнования по волейболу, настольному теннису, армспорту и пауэрлифтингу. ФОК оборудован специальными приспособлениями для занятий спортом для лиц с ограниченными возможностями.
25 декабря 2010 года отметил свой 25-летний юбилей Военно-спортивный клуб «Гвардеец» (Ряжская ул., д. 13, к. 1), который располагает тренажёрным залом, залом для единоборств (универсальный бой, айкидо, каратэ, рукопашный бой, тхэквондо, кунг-фу, бразильское джиу-джитсу, бокс, кикбоксинг, муай-тай), а также залом аэробики и гимнастики (йога, шейпинг, пилатес и т. д.).
Кроме того в районе работают спортивные секции и клубы по футболу, боксу, карате, изостудии и т. д., имеются 2 современных межшкольных стадиона: у школы № 915 и № 902, где расположены футбольное поле, легкоатлетические беговые дорожки, прыжковая яма, универсальная спортивная площадка (хоккей, баскетбол, волейбол), раздевалка.

### Культура и отдых
В Бирюлёве Восточном находятся Культурный центр «Слава», Дом культуры «Бирюлёво», Культурный центр «Загорье», предлагающие многочисленные варианты досуга и отдыха детей и взрослых, а также расположены 5 библиотек, музеи, народный театр «На окраине», гостиница «Загорье» и другие. Планируется строительство нового здания кинотеатра «Керчь» закрытого в 2018 году, в формате многофункционального районного центра, включающего кинотеатр на 5 залов, магазины, кафе и рестораны, творческие мастерские, банк, пекарню.
В 1997 году был основан Государственный выставочный зал-музей «Наследие» (Лебедянская ул., д. 24, к. 2), где регулярно проводятся экспозиции живописных, графических, скульптурных работ и произведений декоративно-прикладного творчества современных художников.
С 1 февраля 2000 года работает историко-краеведческий музей «Бирюлёво и его окрестности» при школе № 1861, его открытие было приурочено к 100-летнему юбилею района.
В одном из старейших зданий района расположено ГОУ «Центр детского и юношеского туризма и экскурсий» (Бирюлёвская ул., д. 7а). Здание построено в 1930-е годы, бывшая школа рабочей молодёжи. Здесь находятся студия пластики, кружки шитья, школа юных экскурсоводов, кружок туризма пешеходного, водного, горного, семейного, студия гитары, керамики, фотостудия.
|                                                                                         | |                                                                 |
| Культурный центр «Слава», ранее Дворец культуры АМО ЗИЛ (филиал № 2) Построен в 1960 г. | Центр детского и юношеского туризма и экскурсий Здание построено в 1930-х годах. Бывшая школа рабочей молодёжи. | Детская музыкальная школа № 74 Здание построено в 1930-х годах. |

### Образование

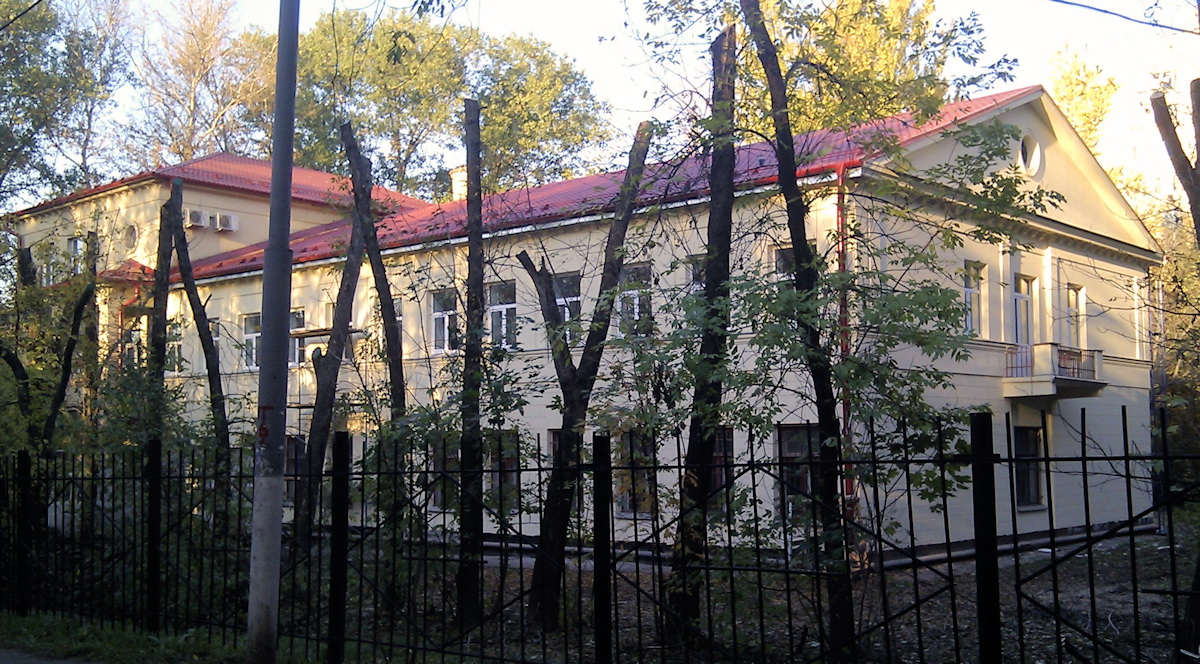
Здание курсов Госкомрезерва, бывшее здание средней школы № 575

В районе работают 28 детских садов, 13 школ, 4 колледжа, а также курсы повышения квалификации Госкомрезерва (Бирюлёвская ул., д. 12, к. 3), детская музыкальная школа № 74 (Элеваторная ул., д. 6, к. 4), Специальная общеобразовательная школа № 5 «Доверие» (Бирюлёвская ул., д. 20). Изначально в пятиэтажном здании школы в 1964 году была открыта средняя общеобразовательная школа № 575 Красногвардейского района Москвы.

#### Колледжи
- Колледж декоративно-прикладного искусства № 36 им. Карла Фаберже (Элеваторная ул., д. 19). Создан в январе 2005 года в результате слияния 3 учебных заведений: «Техникума художественного текстиля» в Нагатинском затоне, «Лицея декоративно-прикладного искусства № 332 им. Карла Фаберже» в Орехово-Борисово Северном и профессионального училища № 93 в Бирюлёво Восточном[136].
- Педагогический колледж № 15 (Бирюлёвская ул., д. 28). Основан в 1985 году, колледж ведёт подготовку по 4-м педагогическим специальностям[137].
- Пищевой колледж № 33 (6-я Радиальная ул., д. 10). Основан в 1931 году, бывший Московский пищевой колледж, в 2004 году объединился с профессиональным училищем № 152 (Бирюлёво Западное) и профессиональным торговым лицеем № 306 (Чертаново Центральное) в Пищевой колледж № 33[138].
- Финансовый колледж № 35 (Липецкая ул., д. 2, к. 13). Основан в 1988 году, подготовка специалистов осуществляется по 3-м специальностям[139].

#### Общеобразовательные школы
Таблица: школы района Бирюлёво Восточное
| Школа/Адрес                                                       | Профиль и особенности | Сотрудничество                                                                                         |
| ----------------------------------------------------------------- | --- | --- |
| № 508 Элеваторная ул., д. 4, к. 2                                 | Городская экспериментальная площадка «Правовое образование в основной и старшей школе». | МАТИ им. К. Э. Циолковского                                                                            |
| № 877 Бирюлёвская ул., д. 23, к. 1                                | Углублённое изучение психологии, программа «Преемственность». | МФПА                                                                                                   |
| № 902 Педагогическая ул., д. 3                                    | Семейное образование, домашнее обучение. Программа «Одарённый ребёнок», система развивающего обучения Л. В. Занкова, уроки по программе «Здоровье», раннее изучение иностранных языков (французский, английский), истории, основ информатики.                                                        | ГУЗ, педагогический колледж № 15                                                                       |
| № 915 Бирюлёвская ул., д. 50                                      | Школа с углублённым изучением иностранных языков. Традиционная программа и система Занкова. Реализуется программа «Здоровье»: диагностика и коррекция зрения, посещение бассейна ДЮСШОР № 47 в учебное время. 10-11 классы профильные: юридический, лингвистический.                                 | МГСУ                                                                                                   |
| № 934 Липецкая ул., д. 44                                         | Углублённое изучение истории с 5 класса и математики в старших классах. | МГИУ                                                                                                   |
| № 935 Липецкая ул., д. 15, к. 2                                   | Углублённое изучение географии и английского языка. Школа работает по традиционной программе, а также по системам Занкова и «Школа России». | МПГУ                                                                                                   |
| № 941 Лебедянская ул., д. 14, к. 3                                | Углублённое изучение английского языка, спортивные классы с посещениями бассейна ДЮСШОР № 47. | |
| № 942 Загорьевский пр., д. 7, к. 3                                | Общеобразовательные, лицейские и гимназические классы. Школа является городской экспериментальной площадкой «Паспорт здоровья учащегося». Программа «Школа 2100». | Московский психолого-социальный институт                                                               |
| № 947 Лебедянская, д. 16                                          | Подготовка по программам «Школа 2100», «Гармония», «Школа Синергия». | МГИУ                                                                                                   |
| № 948 Лебедянская ул., д. 26 к. 4                                 | Школа с углублённым изучением информационных технологий, работает городская экспериментальная площадка «Формирование оценки качества образования в городе Москве». | МАДГТУ, МФПА, педагогический колледж № 15                                                              |
| Центр образования № 1426 «Школа здоровья» Загорьевская ул., д. 31 | Для детей с ослабленным здоровьем. Школа полного дня с шестым развивающим днём. 2 компьютерных класса, 2 спортивных зала, тренажёрный зал, душевые и комнаты гигиены, медиатека, кабинет социального педагога, хореографический зал, две передвижные лингвистические лаборатории, кабинет психолога. | |
| Центр образования № 1428 Ряжская ул., д. 13, к. 2                 | Гимназические классы, подготовка по программам «Гармония», «Школа 2000», «Школа России», «Система Л. В. Занкова», «Синергия». | МИФИ, педагогический колледж № 15, финансовый колледж № 35                                             |
| Центр образования № 1861 «Загорье» Загорьевский пр., д. 13        | Школа с этнокультурным русским компонентом образования. Имеет устойчивую международную связь со школами немецкого города Хомберг. | МГИУ, МГПУ, педагогический колледж № 15, Колледж декоративно-прикладного искусства № 36 им. К. Фаберже |

#### Спортивные школы
- СДЮШОР № 44 (Лисичанская ул., д. 3). Виды спорта: футбол, настольный теннис, лёгкая атлетика. Воспитанники школы входят в составы различных клубных и сборных команд России по футболу, а Сергей Сергеев является членом национальной сборной России по мини-футболу, победителем чемпионата мира среди студенческих команд 2006 года (в составе молодёжной сборной)[153].
- СДЮШОР № 46 (3-я Радиальная ул., д. 8). Виды спорта: акробатика, вольная борьба. Школа основана в 1975 году. Располагает тренажёрным залом, танцевальным залом, залом аэробики, двумя залами фитнеса и шейпинга и двумя борцовскими залами, арендуемыми в УСК «Наука»[154]. Среди известных выпускников школы — чемпионки мира по спортивной гимнастике Татьяна Барановская, Ирина Борзова и Тамара Турлачёва, занимавшиеся под руководством тренера Натальи Мельниковой и хореографа Людмилы Артемьевой.
- Детско-юношеская спортивная школа № 47 (Лебедянская ул., д. 14, к. 4). Виды спорта: плавание, дзюдо, гандбол, джиу-джитсу. Школа основана в 2000 году. Располагает борцовским залом и крытым бассейном. В школе преподают известные тренеры, в числе которых заслуженный тренер России — Крутовских Сергей Сергеевич[43].
- Детско-юношеская школа олимпийского резерва по дзюдо (Михневская ул., д. 5, стр. 1).
- Спортивная школа имени братьев Огуренковых (Ягодная ул., д. 12/1).

#### Детские сады
На территории района находятся 28 детских дошкольных учреждений, из которых 7 комбинированного вида, с группами для детей с нарушением речи, логопедическими, ортопедическими группами и др., а также один центр развития ребёнка.

### Наука

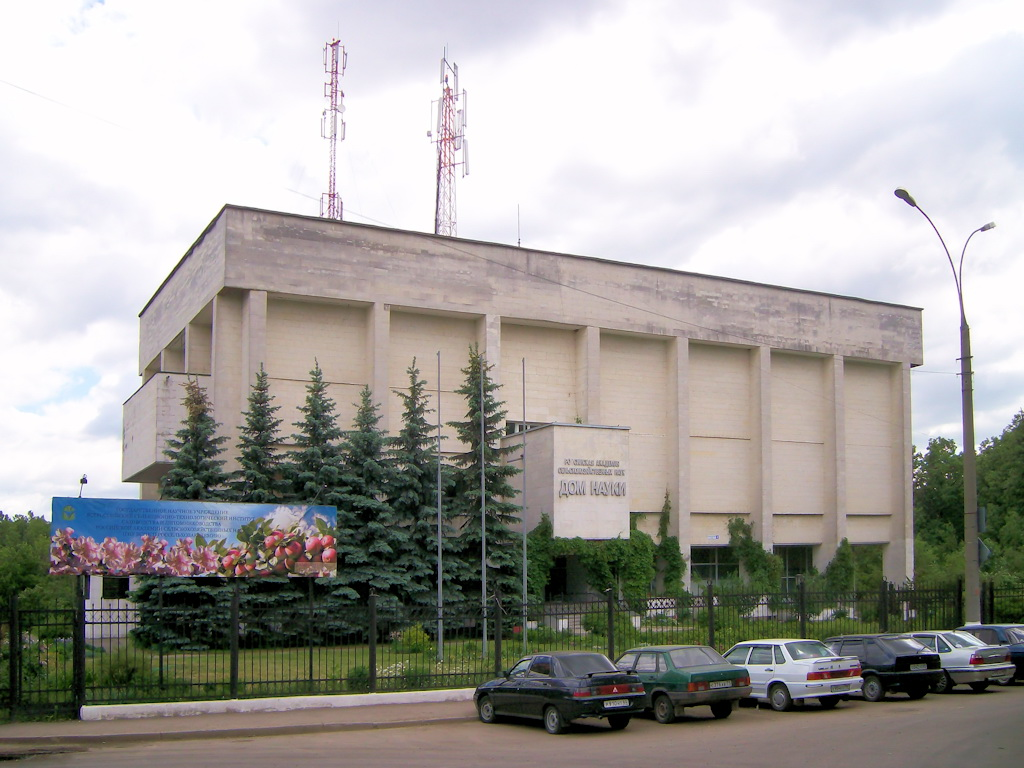
Дом науки Россельхозакадемии при институте садоводства

В Бирюлёве Восточном расположено одно научное учреждение — Всероссийский селекционно-технологический институт садоводства и питомниководства РАСН. Здесь работают 15 научных отделов и лабораторий, 5 производственных цехов, 3 опытные станции, аспирантура и докторантура.
История института началась с решения Наркомзема РСФСР о создании Московской плодово-ягодной опытной станции в апреле 1930 года. Постановлением Совета Министров РСФСР от 8 сентября 1960 года станция была преобразована в Научно-исследовательский зональный институт садоводства нечернозёмной полосы. 8 декабря 1992 года институт получил современное название.
Итогом более чем 80-летней работы института стали коллекции плодово-ягодных сортов, насчитывающие 1410 образцов и 1797 цветочно-декоративных культур, ввод в культуру нетрадиционных пород, таких как облепиха, ежевика, калина, рябина и т. д. Выведены высокоурожайные, зимостойкие сорта плодово-ягодных пород, разработаны эффективные схемы возделывания и защиты растений от вредителей и болезней, решены вопросы содержания почвы, питательный режим и методы хранения урожая, разработан ряд ягодоуборочных машин, комбайнов, агрегатов для ухода за садами и пр.
Институт активно сотрудничал с родственными зарубежными учреждениями Польши, Болгарии, Германии, Франции, Италии, Великобритании, продолжается эта работа и сейчас в первую очередь с институтами садоводства стран СНГ. Экономисты института участвовали в разработке концепции развития промышленного садоводства России до 2020 года.
В последние годы институт садоводства часто посещают руководители Министерства сельского хозяйства РФ, Россельхозакадемии и города Москвы. В Доме науки 13 июля 2006 года состоялось выездное заседание Совета по вопросам агропромышленного комплекса России при Председателе Совета Федерации Федерального Собрания С. М. Миронове. При проведении в 2009 году отчётно-выборной сессии Россельхозакадемии институт посетили: Первый заместитель Председателя правительства В. А. Зубков и заместитель Министра сельского хозяйства А. В. Петриков, с деловыми предложениями приезжали бывший мэр Москвы Ю. М. Лужков и его первый заместитель П. П. Бирюков.

### Религия

#### Православные храмы

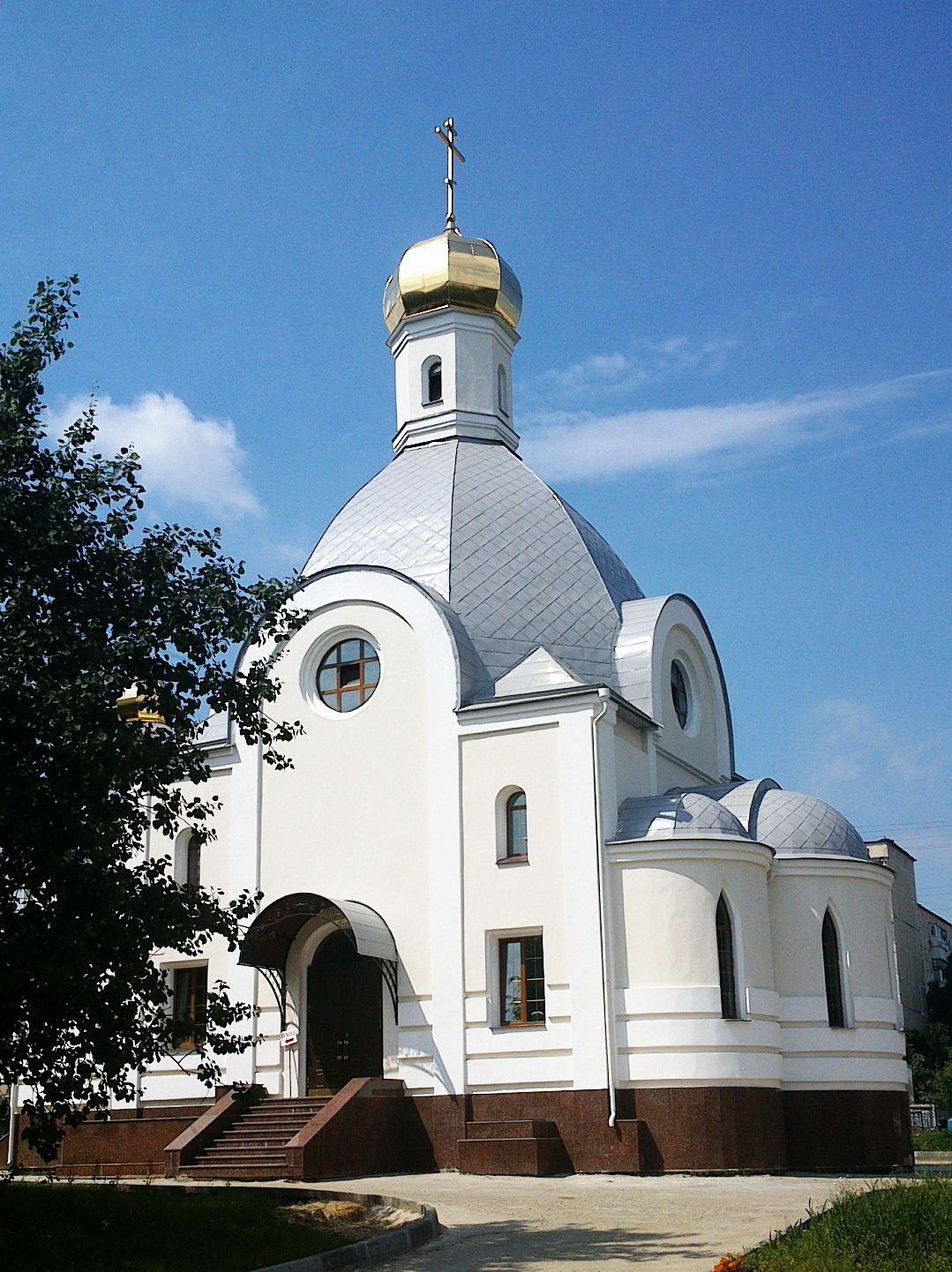
Храм Входа Господня в Иерусалим

На территории района находятся 2 действующих храма: храм Входа Господня в Иерусалим, расположенный на пересечении Михневского проезда и Михневской улицы и храм иконы Божией Матери «Спорительница хлебов». Они входят в состав Даниловского благочиния Московской городской епархии Русской православной церкви.
Храм Входа Господня в Иерусалим основан в 2007 году. 9 октября 2009 года были воздвигнуты временная часовня и памятный крест. В августе 2011 года принято решение о строительстве на этом месте храма по типовому проекту. Храм рассчитан на 200 прихожан. 6 января 2013 года в Рождественский сочельник в храме состоялась первая Литургия.

### СМИ
В районе издаётся газета «Бирюлёво Восточное».

## Экология
Несмотря на обильное озеленение, Бирюлёво Восточное входит в число районов с неблагоприятной экологической обстановкой. На экологию района, по большей части, влияет экологическая обстановка соседнего Бирюлёво Западное, где расположена обширная промышленная зона № 28а, на территории которой находятся ТЭЦ-26, завод по переработке твёрдых бытовых отходов, плодоовощная база. По исследованиям Domofond.ru в рейтинге лучших и худших райнов Москвы за 2018 год Бирюлёво Восточное по показателю «Экология» набрал 7,3 из 10 баллов (Бирюлёво Западное — 5,4).
Управой Бирюлёва Восточного регулярно проводятся мероприятия по озеленению и очистке территории от мусора, а также оздоровлению почвы вдоль автомобильных дорог.

## Парки и скверы
На территории Бирюлёва Восточного расположены парки, сады, дендрарий и лесопарк. Также в этом районе частично находится музей-заповедник Царицыно, в том числе, его известный светомузыкальный фонтан и Западный арочный мост.
Бирюлёвский лесопарк представляет собой лесной массив площадью около 165 га. Здесь обитают белки, ласки, зайцы-беляки и другие дикие животные. Бирюлёвский лесопарк входит в состав природно-исторического парка Царицыно, а на территории самого лесопарка располагается Бирюлёвский дендрарий (дендропарк), созданный в 1938 году инженером-дендрологом В. К. Полозовым. В настоящее вемя является парком-питомником. Здесь произрастает более 250 видов редких пород деревьев и кустарников, привезённых из различных стран мира, по этому показателю он занимает второе место среди парков Москвы после Главного ботанического сада. В частности, в дендропарке имеется роща из сибирского кедра и 15 аллей. Парк патрулируется отрядами конной полиции. В перспективе планируется оградить парк металлическим забором, а на входах установить посты охраны.
30 октября 2010 года на территории Бирюлёвского дендропарка посадили 50 саженцев сакуры. Впоследствии их предполагается использовать для создания целой садово-парковой композиции, включающей японский «сад камней», «сухой ручей» и сеть извилистых дорожек. Кроме Японии, в мире насчитывается лишь несколько аллей сакуры — в Вашингтоне, в Южной Корее, в Южно-Сахалинске и в Москве (в Бирюлёвском дендропарке и рядом со зданием МГУ им. М. В. Ломоносова). Также на территории дендропарка есть «Сад здоровья и долголетия», где предусмотрены места для занятий дыхательной гимнастикой и площадки для открытых уроков и мастер-классов, и другие объекты для занятия спортом и отдыха.
Герценский парк расположен в Загорьевском проезде на территории усадьбы Загорье. Его площадь 24,5 га. Возраст некоторых деревьев парка более 150 лет. Он засажен лиственницами, соснами, кедрами и другими растениями. Восточная часть парка оборудована для занятий спортом. Также на территории парка имеется три пруда: Михневский, Никольский и Герценовский.
Яблоневый сад между улицами Михневская и Бирюлёвская существует со времени до включения территории в состав Москвы. Он соединял район с железнодорожной станцией, автобусной остановкой и переходом между Бирюлёво Восточным и Западным. В 2017 году сад был благоустроен, в частности здесь появился арт-объект в виде семиметровой горки-пирамиды. 
|                                                                |                                                                 |                                                       |
| Безымянный овраг, расположенный в северной окраине дендропарка | Нижний пруд на Бирюлёвском ручье, у главного входа в дендропарк | Ёж обыкновенный — один из постоянных обитателей парка |

## Достопримечательности

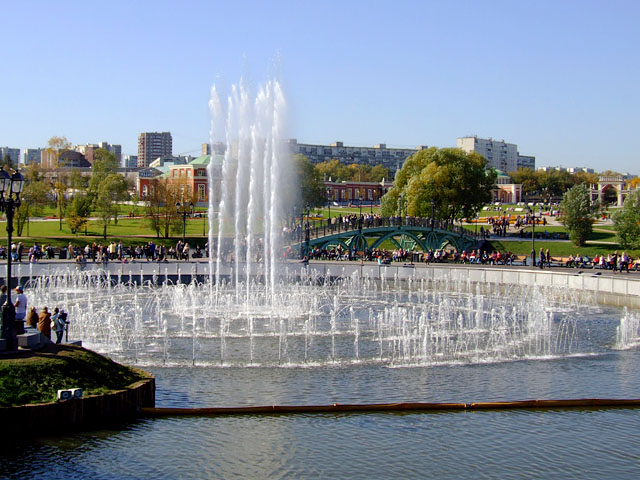
Светомузыкальный фонтан. На заднем плане видны парадная арка и визит-центр «Царицыно»

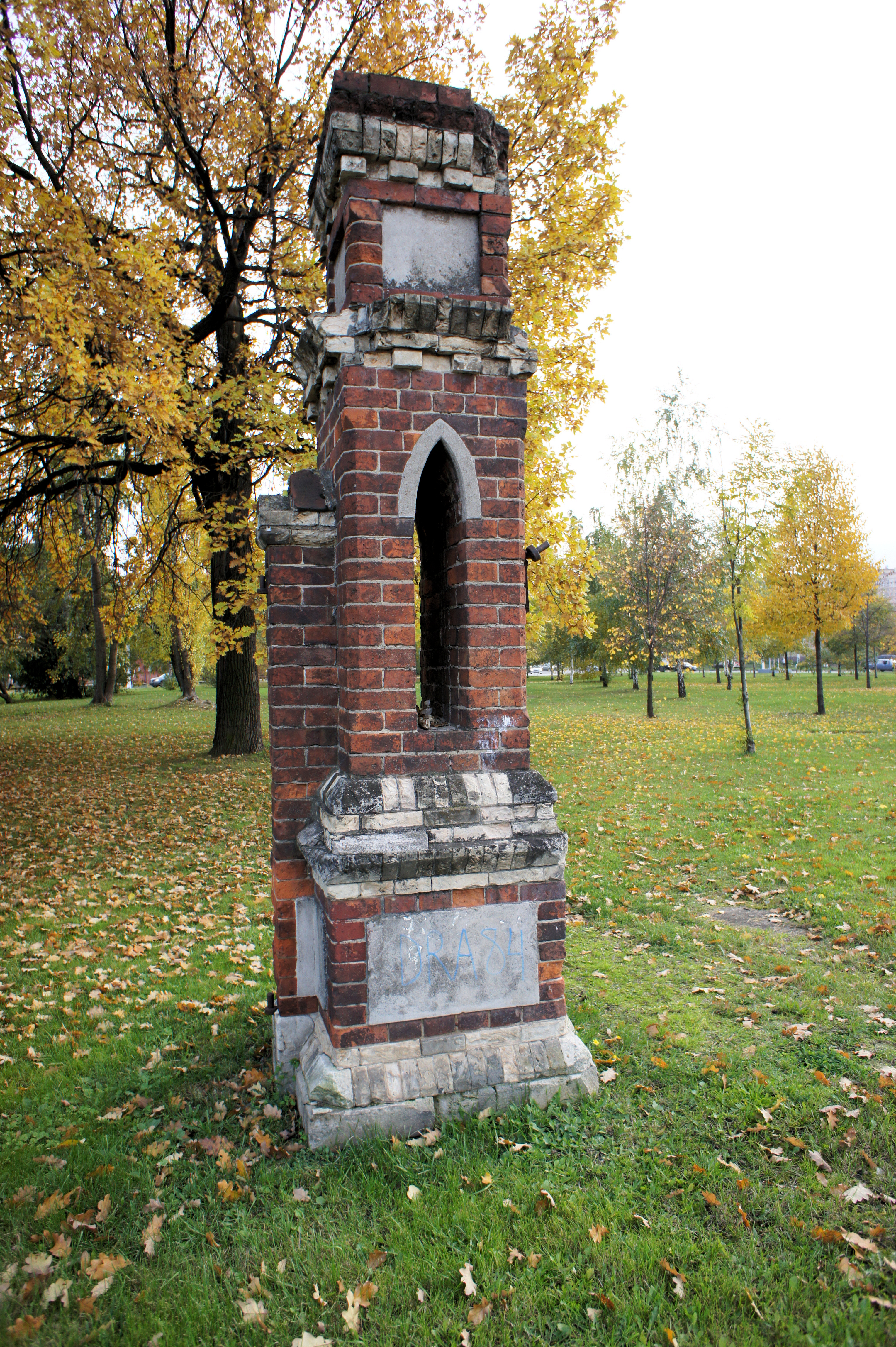
Сохранившийся фрагмент кирпичных ворот дачной усадьбы Ероховых

Основной достопримечательностью района служат Бирюлёвский дендропарк и лесопарк, входящие в состав особо-охраняемой природной территории «Царицыно». Кроме того на территории Бирюлёва Восточного находятся и несколько объектов музея-заповедника «Царицыно», среди которых:
- Парадная арка и визит-центр «Царицыно». Сооружения возведены в 2007 году из красного кирпича с белокаменным декором и стилизованы под готический стиль XVIII века[173]. В центре расположены офисы экскурсионной службы, билетно-кассовые помещения, магазины, кафетерий и пр.[174]
- Крупнейший в Москве светодинамический фонтан с музыкальным сопровождением. Находится на Среднецарицынском пруде внутри острова по форме напоминающего подкову. Диаметр фонтана составляет 55 метров, высота каждой из 807 струй может достигать 15 метров с переменной силой и синхронно звучащими мелодиями, подсветка осуществляется при помощи 3312 подводных светильников[175].
- Царицынская плотина между Верхним и Средним прудами, построена во второй половине XVIII века по проекту архитектора К. И. Бланка, среди работ которого Церковь Николая Чудотворца в Звонарях, Храм великомученицы Екатерины на Всполье, Воспитательный дом в Москве и др. По этой плотине был проложен проспект от дворцовой резиденции Екатерины II до Коломенского, ныне по ней проходит главная аллея музея-заповедника[176].

Также на территории района расположены некоторые охраняемые и неохраняемые Объект культурного наследия России:
- Сохранившиеся устои кирпичных ворот конца XIX — начала XX веков дачной усадьбы купца Г. С. Ерохова, который с 1890 года арендовал здесь несколько участков[178]. На одной из его дач с начала мая до середины июня 1898 года жил русский поэт и писатель И. А. Бунин[179]. Фрагмент ворот расположен на бывшей 7-й Радиальной улице.
- Здание вокзала железнодорожной станции «Царицыно» Курского направления МЖД. Построено в 1908 году по проекту архитектора В. К. Филиппова. Охраняется государством[180].
- Усадьба «Загорье» - Объект культурного наследия регионального значения. Загорье числилось за потомком старинной дворянской фамилии Андреем Тимофеевичем Племянниковым, а в дальнейшем советнику Коллегии иностранных дел Петру Петровичу Курбатову. В 1932 г. открыта плодово-ягодная станция. В 1960 г. Загорье вошло в черту столицы. Станция преобразована в НИИ садоводства. В 2017 г. начались комплексные работы по реставрации и приспособления объекта для современного использования, в рамках которых были проведены работы по санитарной обработке деревьев, восстановлению газонов, обустроены спортивные и детские площадки, отремонтированы дорожки, в том числе устроены дорожки для маломобильных групп населения, очищен пруд и установлены малые архитектурные формы.

До 2010 года в Бирюлёве Восточном находилась так называемая Дача Муромцева — деревянное здание, возведённое в 1893 году и находившееся по адресу 5-я Радиальная улица, дом 3. Здесь располагалась дача председателя Первой Государственной думы С. А. Муромцева. Согласно имеющимся свидетельствам, здесь И. Бунин познакомился с племянницей Муромцева, ставшей его женой. В послереволюционные годы здание дачи использовалось под школу. В 1960-е годы деревянная постройка была перестроена, в 1970—1980-е годы тут некоторое время жили писатель В. В. Ерофеев и художник Константин Васильев. В 1990-х годах в доме функционировал музей. В 2010 году дача была уничтожена пожаром.

## Известные жители
В СДЮСШОР № 46, расположенной в районе Бирюлёво Восточное, тренировались чемпионки мира по спортивной акробатике Ирина Борзова, Татьяна Барановская и Тамара Турлачёва.
В средней школе № 942 обучалась бронзовый призёр Олимпийских игр 2008 года в Пекине, финалист U.S. Open 2010 года, теннисистка Вера Звонарёва.